# 今井理一
今井 理一（いまい りいち、1932年または1933年 - ）は、日本の政治家。元福井県大飯郡高浜町長（3期）。反原発町長。

## 来歴
福井県大飯郡高浜町議会議員を経て、1996年-2008年、高浜町長を3期務めた。高浜発電所プルサーマル計画の受け入れを了承していたが、1999年12月に英国核燃料会社によるMOX燃料データ改竄が発覚したことから、安全性を危惧し計画実行に慎重な態度をとるようになった。2004年3月高浜発電所プルサーマル計画が再開されたが、同年8月の美浜発電所蒸気噴出事故を受けプルサーマル計画に再度難色を示すようになり、同計画は白紙撤回されることとなった。2008年、経済産業省原子力安全功労者表彰。福井県町村会会長を務めた。